# Parafia św. Katarzyny i św. Walentego w Wójcinie
Parafia św. Katarzyny i św. Walentego w Wójcinie – parafia rzymskokatolicka należąca do dekanatu Bolesławiec diecezji kaliskiej. Została utworzona prawdopodobnie w XIV wieku.

## Kościół filialny
Niedaleko Wójcina w miejscowości Gola znajduje się kościół filialny (kaplica) pw. Matki Boskiej Fatimskiej (dawniej pw. św. Wincentego à Paulo). Odpust w niedzielę przed lub po 13 maja.